# 遊びなDJ
遊びなDJ（あそびなディージェー）は、テレビ東京系列のテレビ北海道（TVh）で放送されていた、生放送の情報番組。ハイビジョン制作。

## 概要

### 遊びなDJ
2006年4月から1年間放送されていた「はぴらぴ」をリニューアルする形で2007年4月6日放送開始。
毎回テーマに沿った視聴者からのFAX、メールを紹介する他、奥かおる担当の「旅Kaoru」、つるぎや哲也の「つるぎーが行く!」といった旅企画をメインに安定した人気を得ている。
オープニングアニメはTVhのマスコット「らっぴぃ」がDJプレイを披露するというものだった。
2010年4月より番組メインを務めたラジオパーソナリティでローカルタレントのGUCHYがHBCの情報番組『グッチーの 今日ドキッ!』を担当するため、降板することが決まっていたことと、金曜日の『ピラメキーノ』を同時ネットに切り替える兼ね合いもあったことから、前番組「はぴらぴ」から4年続いた金曜18時半台のテレビ北海道ローカル枠の放送に区切りをつけ、3月26日放送分をもって「遊びなDJ」は終了した。

### 遊びなDJサタデー
2010年4月3日に放送時間を土曜日12:30 - 13:00に移行、「遊びなDJサタデー」としてリニューアルした。それに当たって、ラジオパーソナリティ・ローカルタレントでグッチーの後輩、DJテツヤが2代目男性MCに就任した。
その後、2011年4月2日放送分より、それまで『けいざいナビ北海道』が放送されていた土曜日9時台に枠移動。放送時間を45分に拡大した。この枠移動とともに、女性MCが奥かおるから伊藤沙菜に交代した。
そして2012年4月7日放送分からは2010年4月-2011年3月と同じ土曜日12:30 - 13:00に戻り、後枠にはテレショップ（9:00-9:55）とデジタル7チャンTVh（番組案内・9:55-10:00）が放送される。これに伴って、開局以来時間枠を変えながらも続けてきた土曜朝の自社制作番組枠そのものが消滅することになった。

### 遊びなDJ（第2期）
2013年4月改編で時間帯そのままに土曜昼から金曜昼に変更。タイトルも再び「遊びなDJ」になった。
今回の番組リニューアルでは、地元球団の北海道日本ハムファイターズを応援するコーナーがスタート。
2013年9月27日を持って最終回となり、前身番組を含め、7年半の歴史に幕を閉じた。
また、後継番組として、『Do!ろーかる』が2013年10月5日から毎週土曜14:25 - 14:55に生放送される。この番組からは、フルーティーのみ続投する。

## 出演者

### メインキャスター
- テツヤ（2代目男性MC/2010年4月～2013年9月）
- 伊藤沙菜（2代目女性MC/2011年4月～2013年9月）

### リポーター
- フルーティー（2012年4月～2013年9月/北海道を中心に活動するアイドルグループ、2～3人のメンバーが週替わりで出演。）
- EverZOne（2010年4月～2013年9月/北海道を中心に活動するアイドルグループ、週替わりで2人のメンバーが出演。「創成川イースト情報局」のコーナーも兼任。）

### ナレーター
- 三谷真理子（2012年12月～2013年9月）

## コーナー

### 2013年4月 - 9月（番組終了時点）
- 特集
VTRか生中継先からの紹介。
- 週刊フルーティー
フルーティーによるロケコーナーで、TVHのおすすめ番組をPRする企画も兼ねている。
- 創成川イースト情報局
道内各地のイベント情報をEverZOneのメンバーが紹介。
- ファイターズセレクト
北海道日本ハムファイターズの応援コーナー。毎週のファイターズの試合結果や、一人のファイターズの選手にスポットを当てて紹介。
- 週末の天気
当日午後・明日・明後日の道内の天気を伝えるコーナー。本社か釧路市内のお天気カメラをバックに放送。

### 過去
- 今日のイチオシ!
最新の商品を紹介するコーナー。紹介された商品は番組放送中にメールやFAXを送った視聴者から抽選でプレゼントされる。
- 今日のメッセージテーマ
前述の「今日のイチオシ!」を引き継いだコーナーで、毎回1・2名紹介される。さらに、番組放送中にメールやFAXを送った視聴者から抽選で週替わりプレゼントされる。
- 旅Kaoru
奥かおるが道外各地（まれに海外にも）を旅するコーナー。
- つるぎーが行く!
つるぎや哲也が主に道内のどこかに旅するコーナー。
- 天気予報
土曜日9時台で放送されていた時に放送されていたコーナー。本社か釧路市のお天気カメラをバックに放送。
- DJランキング
道内レコード店の音楽CDセールスベスト5を紹介。

## スタッフ
- プロデューサー：須山英治、堤大輔
- 音効：山田弘光、丹治誉喬
- スタイリスト：小川弥生、土田有香
- 美術：スタジオアート
- 技術協力：テレビ北海道技術センター、コールツプロダクション札幌、ビジュアルアッシュ、ノーステレビスタッフ
- 制作著作：テレビ北海道

## 備考
2009年6月まで、通常テレビ東京系列で同時間に放送されているバラエティ番組『ピラメキーノ』金曜日放送分をネットしていなかったが、同年7月から9月までは翌日の5:00 - 5:30、10月から2010年3月までは翌日の6:00 - 6:30に時差ネットされていた。しかし、同年3月で放送時間が変更することにより、4月から金曜も同時ネットされることとなる（但し、通常の30分放送は4月2日と9日のみであり、後に同月16日からピラメキーノGとして1時間半拡大放送される）。
開始以来年末年始特番時を除き休止になることはなかったが、2011年3月12日は前日に発生した東北地方太平洋沖地震に伴う大津波・津波警報が発令されたことによる報道特別番組で休止となった。